# Stylogyne pauciflora
Stylogyne pauciflora är en viveväxtart som beskrevs av Carl Christian Mez. Stylogyne pauciflora ingår i släktet Stylogyne och familjen viveväxter. Inga underarter finns listade i Catalogue of Life.